# Miroslava Șandru
Miroslava-Olga Șandru (în ucraineană Мирослава Іванівна Шандро; n. 16 mai 1916, Stârcea, Ducatul Bucovinei - d. 25 martie 1983, Rădăuți) a fost o etnografă și folcloristă ucraineană din România.

## Biografie

### Tinerețea și greutățile din perioada războiului
Miroslava-Olga Copaciuc s-a născut la 16 mai 1916 în satul Stârcea din Ducatul Bucovinei aflat sub stăpânire austro-ungară (în prezent satul Stârcea se află în raionul Adâncata, regiunea Cernăuți, Ucraina), în familia învățătorilor Ioan și Elena-Olga Copaciuc. Părinții ei au fost transferați în anul 1920 în satul Berhomet pe Siret (azi localitate urbană în raionul Vijnița). A avut o soră cu numele de Maria (Marusia), născută la 28 aprilie 1923.
Satul Berhomet pe Siret era pe atunci unul din cele mai mari sate de munte, aici fiind desfășurată o intensă activitate culturală, cu îndelungate tradiții.  În sat funcționa încă din 1898 Biblioteca (Casa de lectură) „Ukrainska Besida” înființată de un grup de gospodari, iubitori de neam și carte ucraineană, în jurul căreia se desfășurau variate activități economico-sociale și culturale. Învățătorii Ioan și Elena Copaciuc s-au implicat activ în organizarea și buna desfășurare a întregii activități cultural-educative, împreună cu cele două fiice: Miroslava-Olga - învățătoare - și Maria (Marusia) - studentă la Conservatorul din Cernăuți. Prin contribuția lor s-a construit scena, a fost mărită sala de spectacole și a fost renovat acoperișul. De asemenea, tot cu ajutorul lor a fost înființat corul și cercul de teatru.
Miroslava și-a petrecut copilăria și anii adolescenței în satul Berhomet pe Siret (azi localitate urbană în raionul Vijnița), unde a urmat școala primară. Primele trei clase de liceu le-a frecventat în orașul Siret, după care a urmat și a absolvit Școala normală de fete din Cernăuți, obținând diploma de capacitate pentru învățători în anul 1936. După absolvirea școlii a lucrat ca învățătoare la Școala generală de 7 ani din Berhomet. 
La sfârșitul lunii iunie 1940 nordul Bucovinei a fost ocupat de către armata sovietică. Localitatea Berhomet pe Siret s-a aflat pe teritoriul cedat URSS-ului. În același an la școala din localitate a fost mutat ca profesor de istorie tânărul poet ucrainean Hariton Borodai. Cei doi tineri s-au îndrăgostit și, la scurtă vreme, s-au căsătorit. Apoi, la 11 octombrie 1941 (chiar în ziua în care poetul a împlinit 28 ani) s-au născut doi fii gemeni, care au primit numele Ostap și Andrei, după numele personajelor din romanul Taras Bulba al scriitorului rus Nikolai Gogol. Fiul cel mai mic, Andrei, a murit însă la puțină vreme după naștere. 
După declanșarea războiului româno-sovietic (22 iunie 1941), nordul Bucovinei a fost eliberat de către armatele româno-germane. Armata Română a intrat în Berhomet la 5 iulie 1941. La scurtă vreme, autoritățile vremii au început să-i expulzeze peste graniță pe toți cetățenii Bucovinei proveniți din URSS. Hariton Borodai a încercat zadarnic să obțină dreptul de a rămâne în Bucovina, argumentând că și-a format o familie în care a apărut și un copil, iar socrul său, învățătorul Ioan Copaciuc, era ofițer (sublocotenent) în rezervă în Armata Română, fiind mobilizat în cadrul Pirotehnicii din București. În primăvara anului 1942 Hariton Borodai a fost expulzat peste graniță, stabilindu-se în orașul Kameneț-Podolsk din regiunea Hmelnițki (URSS), ce se afla sub ocupație germană. Acolo a lucrat ca redactor la ziarul Podolianîn.
Singura modalitate de comunicare între soții Borodai a rămas corespondența. Poetul i-a trimis soției scrisori în versuri în care își exprima speranța într-un viitor mai bun. Pentru Hariton Borodai perioada 1942-1944 a fost o perioadă poetică fecundă. A citit cu asiduitate creațiile poeților preferați: Taras Șevcenko, Ivan Franko, Aleksandr Pușkin, Mihail Lermontov și George Byron. 
Într-o carte poștală din 2 martie 1943 Hariton Borodai își exprima sentimentul de singurătate și dorul față de soția sa: „Iubita mea Miroslava. E noapte. Stau singur în camera mea, ascult susurul râului ce s-a eliberat de gheață și gândul mă duce la tine, la fiu. Uneori simt atât de dureros singurătatea mea, încât îmi vine să-mi pun ștreangul de gât. Numai speranța mă mai susține că tu vei veni în curând la mine.”
În primăvara anului 1943, ca rezultat al numeroaselor intervenții făcute la autoritățile competente, Miroslava Borodai a primit autorizația de a-și vizita soțul, împreună cu copilul ei. Cei trei au locuit împreună până spre sfârșitul anului 1943, când soția poetului și copilul s-au întors la Berhomet pe Siret odată cu trupele germane care se retrăgeau. Poetul a rămas în Kameneț-Podolsk până în martie 1944, când a reușit, în sfârșit, să vină la Berhomet. 
La scurtă vreme, nordul Bucovinei a fost ocupat, din nou, de către sovietici. Familia Borodai, compusă din cei doi soți, copil, soacră și cumnata Maria (Marusia), s-au îmbarcat într-un vagon de marfă, plecând în refugiu spre Oltenia, unde se afla deja refugiat prof. dr. Vladimir Copaciuc, fratele lui Ioan Copaciuc (decedat în 1943 în urma unui atac de cord).
La 9 aprilie 1944, în stația de cale ferată Șimian din apropierea orașului Turnu Severin, a avut loc o tragedie. Într-un acces de gelozie, Taras Chisăliță, student la Politehnica din Cernăuți, iubitul Mariei Copaciuc, a înfăptuit o triplă crimă: a ucis cu câteva gloanțe de revolver pe iubita sa, pe mama ei și pe Hariton Borodai. Acesta sărise să le apere pe cele două femei și a fost ucis accidental. După două luni de închisoare, criminalul s-a sinucis, ștrangulându-se cu câteva fâșii de cearceaf.

### Culegătoare de folclor

Învăţătoarea Miroslava Şandru, îmbrăcată în costum popular, torcând. Fotografie din 1963.

În perioada 1944-1947 Miroslava Borodai a locuit în orașele Craiova și Lugoj, întreținând familia din lecții de chitară și croitorie. La sfârșitul războiului ea s-a întors în Bucovina, stabilindu-se în orașul Siret și, la cerere, a fost numită învățătoare în satul Climăuți din județul Suceava. S-a recăsătorit în 1947 cu învățătorul Daniel Șandru (1914-2003) — originar din satul Bănila pe Ceremuș — și au avut împreună un fiu, Bogdan Șandru (n. 11 august 1948, Climăuți - d. 3 iunie 1999, Câmpulung Moldovenesc). Cei doi au lucrat ca învățători în satele Climăuți (1947-1951), Rogojești (1951-1952), Cândești (1952-1956) și Nisipitu (1956-1973), ultimele trei localități având o populație majoritară de etnici ucraineni. Miroslava Șandru s-a pensionat în anul 1973, mutându-se apoi la Rădăuți.
În toate localitățile unde au lucrat, învățătorii Miroslava și Daniel Șandru au participat activ la viața culturală a locuitorilor, înființând ansambluri corale și formații artistice, susținând conferințe pe diferite teme culturale și științifice în limba ucraineană, organizând expoziții de artă populară locală, sădind în sufletele copiilor și sătenilor conștiința național-patriotică, dragostea față de neam și limba ucraineană, dorința de păstrare a obiceiurilor populare specifice, prețuirea folclorului și a tezaurului etnografic local. În special după 1960 cei doi soți au cerut autorităților de stat dreptul de a preda în școli limba ucraineană ca limbă maternă, fiind hărțuiți de Securitate și adesea amenințați cu înlăturarea din învățământ.
În satele unde și-a desfășurat activitatea profesională, Miroslava Șandru a cules cântece populare, publicând două culegeri de folclor ucrainean din România: Oi kovala zozulecika (1974) și Spivanocikî moii liubi (1977). Cei doi soți au organizat la Nisipitu un muzeu etnografic al huțulilor. 
Într-un interviu din 1982 Miroslava Șandru se destăinuia astfel: „De origine, eu nu sunt huțancă. Când am împlinit patru ani, părinții mei, care erau învățători, au fost transferați într-un sat de munte, Berhomet / Siret. Și astfel, toată copilăria și adolescența mea s-au desfășurat printre huțuli, în munți. Astfel am putut cunoaște obiceiurile lor, viața cotidiană, am reușit să pătrund în sufletul lor curat. De atunci, le-am purtat o profundă și sinceră simpatie, am fost cucerită de cultura lor materială și spirituală.”
În decursul vieții Miroslava Șandru a cules peste 1.500 de modele de broderii (cusături) vechi de la huțulii bucovineni, fiind preocupată de păstrarea artei populare huțule. Femeile din Nisipitu și din împrejurimi îi aduceau cămăși și prosoape moștenite de la străbunice și bunice. Ea a realizat un album de cusături huțule, care a fost publicat abia după 22 ani de la moartea ei, ca urmare a atitudinii indiferente a deputatului Ștefan Tcaciuc, președintele Uniunii Ucrainenilor din România.
Miroslava Șandru a murit la data de 25 martie 1983. Mormântul ei și al celui de-al doilea soț, Daniel, se află în cimitirul orașului Rădăuți.
Numele ei a fost inclus în lucrările Enciclopedia Bucovinei, vol. 2 (Ed. Princeps Edit, Iași, 2004) a lui Emil Satco și Literatura și arta Bucovinei în nume (Ed. Bukrek, Cernăuți, 2005) a lui Mîkola Bohaiciuc. În programa școlară de Istoria și tradițiile minorității ucrainene, care a fost aprobată prin ordin al Ministrului Educației și Cercetării nr. 3432 din 27 februarie 2003, este inclusă o listă de 38 personalități ucrainene, între care și Miroslava Șandru. 
La 21 martie 2009, din inițiativa lui Ostap Borodai-Șandru și cu sprijinul autorităților locale și al învățătorului Gheorghe Cega, a fost inaugurat Muzeul Memorial „Miroslava și Daniel Șandru” în clădirea școlii din Nisipitu. Întregul fond expozițional a fost asigurat și confecționat pe cheltuiala inițiatorului și cuprinde numeroase manuscrise, note și obiecte personale, mari panouri, fotomontaje cu diferite tematici, albume de fotografii, o bogată colecție de modele de cusături din albumul Cusături huțule, diferite ștergare, fețe de masă, draperii, obiecte din lemn folosite în gospodării și la stâne, ouă încondeiate cu 40-50 de ani în urmă etc.

## Opera
Miroslava Șandru a fost o cunoscută culegătoare de folclor huțul. Ea a publicat două culegeri de folclor literar ucrainean din România:
- Oi kovala zozulecika („Cum mai cântă cucul”) (Ed. Kriterion, București, 1974) și
- Spivanocikî moii liubi („Cântecele mele dragi”) (Ed. Kriterion, București, 1977)

În anul 2005 Editura Kriterion din Cluj-Napoca și Casa Editorială Bukrek din Cernăuți au publicat postum cartea Cusături huțule (în ucraineană Гуцульські вишивки), cu texte trilingve (în ucraineană, română și engleză). Cartea, care conține 224 de modele de broderii huțule adunate de Miroslava Șandru, a fost lansată în 25 noiembrie 2005 la Târgul Internațional de Carte Gaudeamus și apoi la 26 noiembrie 2005 în sala de festivități a sediului Uniunii Ucrainenilor din România. Albumul a fost reeditat în anul 2010 de către editurile „Lidana” (Suceava) și „Bukrek” (Cernăuți), cu sprijinul Ministerului Culturii și Cultelor din România, al Uniunii Ucrainenilor din România și al Administrației Regionale Cernăuți. Ediția a doua este mult îmbunătățită față de prima ediție, având adăugată în plus o notă biografică („Schiță de portret”) semnată de Ostap Borodai-Șandru, precum și un număr de 206 modele florale.

## Imagini

Învăţătorii Ioan şi Elena-Olga Copaciuc şi cele două fete ale lor: Maria şi Miroslava
Miroslava Şandru în 1940
Miroslava Şandru cu fiul ei, Ostap. Fotografie din 1944.
Învăţătorii Miroslava şi Daniel Şandru în mijlocul formaţiei artistice din Nisipitu (1960)
Învăţătoarea Miroslava Şandru culegând folclor (1963)
Învăţătoarea Miroslava Şandru și soţul ei, Daniel. Fotografie din 1964.
Învăţătoarele Miroslava Şandru și Elisaveta Şitriuc la deschiderea Muzeului etnografic huţul din Nisipitu în 1965
Expoziţia memorială „Miroslava şi Daniel Şandru” din Nisipitu

## Legături externe
- Гуцульські вишивки[nefuncțională – arhivă]
- Мирослава Шандро: «Гуцульські вишивки»